# 本杰明·霍尔
本杰明·霍尔（英語：Benjamin Hall，1984年3月20日—），澳大利亚男子田径运动员。他曾代表澳大利亚参加2004年夏季残疾人奥林匹克运动会田径比赛，获得男子4×100米接力T35-38级金牌。